# Elisabet Golobardes i Ribé
Elisabet Golobardes i Ribé   (Barcelona, 1967) és una enginyera informàtica, catedràtica i investigadora catalana. Ha ocupat diversos càrrecs directius a La Salle - Universitat Ramon Llull, sent-ne vicerrectora.

## Biografia
És llicenciada en Informàtica per la Universitat Politècnica de Catalunya, doctora en Enginyeria Informàtica per la Universitat Ramon Llull, i Programa de Direcció General (PDG) per l'IESE Business School. És membre del Grup de Recerca en Electrònica, Telecomunicacions i Anàlisi de Dades (GR-SETAD) i membre de la col·laboració LHCb del CERN. Anteriorment, Golobardes va ser cofundadora i membre del Grup de Recerca en Sistemes Intel·ligents (GRSI) (1998-2014), directora de l'Escola Tècnica Superior d'Enginyeria Electrònica i Informàtica (ETSEEI) La Salle - URL (2003-2012) i Directora acadèmica de La Salle - URL (2012-2014). Des de 2016, participa en el grup d'investigació DS4DS (Ciència de les dades per a una societat digital), i des de 2020, en l'Observatori d’Ètica d’Intel·ligència Artificial de Catalunya.
Promou activament la dona en la tecnologia. Els seus àmbits d’investigació són la intel·ligència artificial, l'aprenentatge artificial, la mineria de dades, l'anàlisi de dades, els sistemes basats en el coneixement, el Big Data —especialment aplicat a la medicina i a l'educació—, i actualment a la Ciència de les dades.
L'any 2021 va formar part de l'equip català que va participar en la segona edició de l'AI Song Contest, un festival de cançons generades per intel·ligència artificial. El tema I feel the wire ('Em sento els fils') va quedar en 11a posició, de 38 concursants, tot i haver obtingut la màxima puntuació en el televot.
Amb motiu del Dia Internacional de les Dones i les Nenes en la Ciència de 2024, Elisabet Golobardes va ser una de les professionals homenatjades en la campanya Ei! Puja al tren del futur, que va organitzar el Col·legi Oficial d'Enginyeria Informàtica de Catalunya.